# Liste des personnages de Beowulf

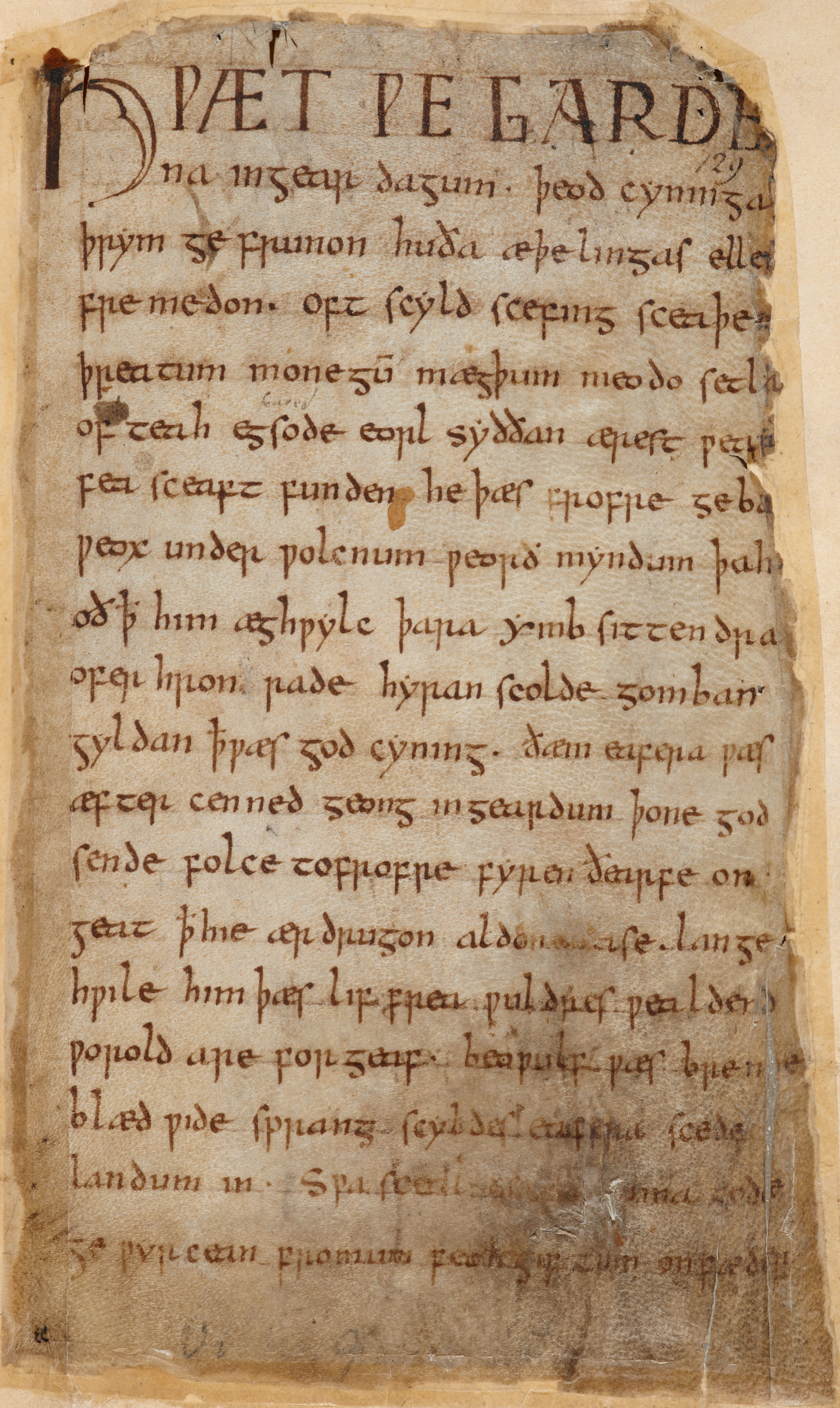
La première page du poème.

Le poème épique vieil anglais Beowulf comprend de nombreux personnages. Certains sont attestés historiquement, comme Hygelac, tandis que d'autres, comme le dragon, sont purement imaginaires. Plusieurs apparaissent également dans les sagas nordiques sous leur nom norrois, comme Hrothulf, plus connu sous le nom de Hrólfr Kraki, et le poète évoque également des personnages bibliques comme Caïn et Abel.

## Liste des personnages
- Haut – A
- B
- C
- D
- E
- F
- G
- H
- I
- J
- K
- L
- M
- N
- O
- P
- Q
- R
- S
- T
- U
- V
- W
- X
- Y
- Z

### A
- Abel, personnage de la Bible, est tué par son frère Caïn.
- Ælfhere est un parent de Wiglaf.
- Æschere, frère d'Yrmenlaf, est un conseiller proche du roi Hrothgar qui est tué par la mère de Grendel.

### B
- Beanstan est le père de Breca.
- Beow ou Beowulf est un roi des Danois, fils de Scyld Scefing et père de Healfdene.
- Beowulf est le héros du poème.
- Breca est un ami d'enfance de Beowulf. Il l'a battu lors d'un concours de natation.

### C
- Caïn, le premier fratricide d'après la Bible, est l'ancêtre de Grendel.

### D
- Dæghrefn est un guerrier franc tué par Beowulf lors du raid mené par Hygelac contre les Francs.
- Le Dragon est le troisième et dernier adversaire de Beowulf.

### E
- Eadgils est un roi des Suédois. Deuxième fils d'Ohthere, il s'oppose à son oncle Onela pour le trône.
- Eanmund est un prince suédois. Fils aîné d'Ohthere, il est tué par Weohstan.
- Ecglaf est le père d'Unferth.
- Ecgtheow est le père de Beowulf.
- Ecgwela est un roi des Danois.
- Eofor est un thane de Hygelac et le tueur d'Ongentheow. Il reçoit en récompense la main de la fille de Hygelac.
- Eomer est le fils du roi des Angles Offa.
- Eormenric est un roi légendaire des Goths.

### F
- Finn est un roi de Frise dans l'épisode de Finnsburg, et le mari de la princesse danoise Hildeburh.
- Fitela est un héros légendaire, neveu de Sigemund.
- Folcwalda est le père de Finn.
- Freawaru est la fille de Hrothgar et Wealhtheow. Elle épouse Ingeld, le roi des Heathobards, dans une vaine tentative d'apporter la paix entre leurs deux peuples.
- Froda est un roi des Heathobards. Il est le père d'Ingeld.

### G
- Garmund est le père d'Offa.
- Grendel est le premier adversaire de Beowulf.
- Guthlaf est un guerrier danois dans l'épisode de Finnsburg.

### H
- Hæreth est le père de Hygd.
- Hæthcyn est un roi des Geats. Il est le fils de Hrethel et le frère de Herebeald, qu'il tue par accident. Il est tué par le roi suédois Ongentheow.
- Halga est le troisième fils de Healfdene et le frère cadet de Hrothgar. Son fils est Hrothulf.
- Háma est un héros légendaire.
- Healfdene est un roi des Danois. Il est le fils de Beow et le père de Heorogar, Hrothgar et Halga.
- Heardred est un roi des Geats. Fils de Hygelac et de Hygd, il est tué par le roi des Suédois Onela.
- Heatholaf est un guerrier de la tribu des Wulfings tué par Ecgtheow.
- Heming est un parent de Varmund.
- Hengest est un guerrier danois et l'un des personnages principaux de l'épisode de Finnsburg.
- Heorogar est un roi des Danois. Il est le fils aîné de Healfdene et le père de Heoroweard.
- Heoroweard est le fils de Heorogar.
- Herebeald est un prince geat. Fils de Hrethel, il est accidentellement tué par son frère Hæthcyn.
- Heremod est un roi des Danois. Il est le père de Scyld Scefing.
- Hereric est un parent de Heardred.
- Hildeburh est une princesse danoise. Fille de Hoc, elle épouse le roi frison Finn.
- Hnæf est un prince danois. Fils de Hoc, il est tué par le roi frison Finn.
- Hoc est un roi des Danois. Il est le père de Hildeburh et de Hnæf.
- Hondscio est un guerrier geat qui accompagne Beowulf à Heorot, où il est tué par Grendel.
- Hrethel est un roi des Geats. Père de Hæthcyn et Herebeald, il meurt de chagrin en apprenant que le premier a accidentellement tué le second.
- Hrethric est l'un des deux fils de Hrothgar et Wealhtheow.
- Hrothgar est le roi des Danois à l'époque des événements du poème. Il est le deuxième fils de Healfdene et le père de Hrethric et Hrothmund.
- Hrothmund est l'un des deux fils de Hrothgar et Wealhtheow.
- Hrothulf est le fils de Halga et le neveu de Hrothgar.
- Hygd est la femme de Hygelac et la mère de Heardred.
- Hygelac est un roi des Geats. Oncle de Beowulf, il est tué en combattant les Francs.

### I
- Ingeld est un roi des Heathobards. Il épouse Freawaru, la fille du roi danois Hrothgar, dans une vaine tentative d'apporter la paix entre leurs deux peuples.

### M
- La mère de Grendel est le deuxième adversaire de Beowulf.
- Modthryth est l'épouse d'Offa.

### O
- Offa est un roi des Angles. Il est le fils de Garmund, le mari de Modthryth et le père d'Eomer.
- Ohthere est un roi des Suédois. Il est le fils aîné d'Ongentheow, le frère d'Onela et le père d'Eanmund et Eadgils.
- Onela est un roi des Suédois. Il est le fils cadet d'Ongentheow.
- Ongentheow est un roi des Suédois. Il est le père d'Ohthere et Onela. Il est tué par les Geats Eofor et Wulf.
- Oslaf est un guerrier danois dans l'épisode de Finnsburg.

### S
- Scyld Scefing est un roi des Danois. Il est le fils de Heremod et le père de Beow.
- Sigemund est un héros légendaire.
- Swerting est l'oncle ou le grand-père de Hygelac.

### U
- Unferth est un conseiller de Hrothgar.

### W
- Wæls est le père du héros légendaire Sigemund.
- Wealhtheow est la femme de Hrothgar et la mère de Hrethric, Hrothmund et Freawaru.
- Weland est un forgeron légendaire.
- Weohstan est le père de Wiglaf. Guerrier au service du roi suédois Onela, il est le meurtrier de son neveu Eanmund.
- Wiglaf est un compagnon de Beowulf dans son combat contre le dragon.
- Wondred est le père de Wulf et Eofor.
- Wulf est un thane de Hygelac.
- Wulfgar est le portier de Heorot.

### Y
- Yrmenlaf est un guerrier danois, frère d'Æschere.

## Arbres généalogiques

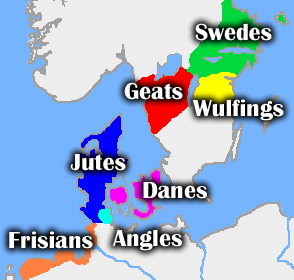
Les peuples de Beowulf.

### Les Scyldings, rois des Danois
- Heremod
  - Scyld Scefing
    - Beowulf
      - Healfdene
        - Heorogar
          - Heoroweard

        - Hrothgar
          - Hrethric
          - Hrothmund
          - Freawaru

        - Halga
          - Hrothulf

### Les rois des Geats
- Hrethel
  - Herebeald
  - Hæthcyn
  - Hygelac
    - une fille (ép. Eofor)
    - Heardred

  - une fille (ép. Ecgtheow)
    - Beowulf

### Les Scylfings, rois des Suédois
- Ongentheow
  - Ohthere
    - Eanmund
    - Eadgils

  - Onela